# Minna König-Lorinser
Wilhelmine (Minna) Eleonore König-Lorinser, geb. Lorinser (* 2. Juli 1849 in Kalksburg; † 1. Mai 1893 in Graz), war eine österreichische Malerin.

## Familie
Minna Lorinser war das älteste Kind des Arztes und Botanikers Friedrich Wilhelm Lorinser und dessen Ehefrau Wilhelmine, geb. Kalfus (1829–1904). Zu ihren vier Geschwistern gehörte die Pianistin, Komponistin und Schriftstellerin Gisela Lorinser (1856–1899).
Am 6. März 1876 heiratete Minna Lorinser den verwitweten Bildhauer Otto König. Aus der Ehe ging ein Sohn (* 1877) hervor.

## Leben
Minna Lorinser wurde 1849 in der damals noch selbständigen Gemeinde Kalksburg bei Wien geboren. Sie studierte ab 1868 an der Kunstgewerbeschule Wien bei dem Blumen- und Tiermaler Friedrich Sturm. Unter seiner Aufsicht war sie als Illustratorin an einem Pilzratgeber beteiligt, der von Friedrich Wilhelm Lorinser im Auftrag des niederösterreichischen Landessanitätsrates herausgegeben wurde. Hierfür begleitete sie ihren Vater 1874/1875 auf Exkursionen und malte die gesammelten Pilze. Mit ihren naturgetreuen Abbildungen in Öl trug sie zu den 12 Farbtafeln seiner Publikation Die wichtigsten essbaren, verdächtigen und giftigen Schwämme (1876) bei.
Später wurde Minna König-Lorinser von ihrem Ehemann in ihrer weiteren künstlerischen Entwicklung gefördert. 1881 wandte sie sich der Blumen- und Stillleben-Malerei und ab 1884 auch der Porträt- und Genremalerei zu. Zu dieser Zeit begann sie, regelmäßig Ausstellungen zu beschicken, insbesondere im Wiener Künstlerhaus.
Von dem Vereinsjahr 1885/86 bis zu ihrem Tod war König-Lorinser ordentliches Mitglied des Vereins der Schriftstellerinnen und Künstlerinnen Wien und engagierte sich zudem von 1887 bis 1891 in dessen Ausschuss. Zu ihrem Freundeskreis gehörte Ludovika Froebe, die auch ihre Schülerin war.
Minna König-Lorinser wohnte in Wien in der Heugasse 56 (4. Bezirk). 1893 beging sie während eines Aufenthalts in Graz im Alter von 43 Jahren Suizid. Ihr Leichnam wurde nach Kalksburg überführt und auf dem dortigen Friedhof in der Familiengruft bestattet.

## Werke (Auswahl)
- Illustrationen zu Friedrich Wilhelm Lorinser: Die wichtigsten essbaren, verdächtigen und giftigen Schwämme. Hölzel, Wien 1876.
- Blumen und Kirschen und Austern mit Wein. Stillleben, 1884 Jahresausstellung der Akademie der bildenden Künste, Dresden[11]
- Fruchtstück und Stillleben, 1885 Wiener Künstlerhaus
- Feldblumen, Öl, 1888 Ausstellung Österreichischer Kunst-Verein[12]
- Frühlingsblumen und Der Liebesbrief, 1889 Wiener Jahresausstellung
- Botaniker. Ein alter Mann in seiner Studirstube betrachtet eine Pflanze durch die Loupe. Öl, 1890 Wiener Jahresausstellung, 1892 Dresdener Kunstverein[13]
- Seppl, Öl, Verkauf 1890 Wiener Künstlerhaus[14]
- In der Schlinge (ein Junge muss einem Mädchen das Garn halten), 1891, Öl
- Selbstporträt und Ein Plauderstündchen, 1893 Weihnachtsausstellung Wiener Künstlerhaus[15]
- Porträts ihres Ehemanns und ihres Sohnes, 1893 Weihnachtsausstellung Wiener Künstlerhaus[5]

## Ausstellungen (Auswahl)
- 1884: Jahresausstellung der Akademie der bildenden Künste, Dresden
- 1884, 1885, 1889, 1890, 1891, 1893: Wiener Künstlerhaus
- 1885: Rudolfinum, Prag[16]
- 1887: Verein der Schriftstellerinnen und Künstlerinnen Wien
- 1888: Österreichischer Kunst-Verein, Wien